# Futura Gael
Futura Gael war eine irische Charterfluggesellschaft mit Sitz in Dublin und Basis auf dem Flughafen Dublin. Sie war eine Tochtergesellschaft der spanischen Futura International Airways. 

## Geschichte
Futura Gael wurde 2007 von Futura International Airways gegründet, um die nötigen Flugrechte für Charterflüge von irischen Flughäfen zu Zielen außerhalb der Europäischen Union zu erlangen. Sie bot das gleiche Angebot und nutzte auch das Corporate Design der Muttergesellschaft mit dem Zusatz „Gael“. 
Bereits im Jahr 2008 musste Futura Gael aufgrund der Insolvenz der Futura International Airways ihren Flugbetrieb ebenfalls einstellen.

## Flugziele
Futura Gael verband Irland mit Zielen am Mittelmeer, in Osteuropa und Ägypten.

## Flotte
Zuletzt bestand die Flotte der Futura Gael aus zwei Flugzeugen:
- 1 Boeing 737-400
- 1 Boeing 737-800